# Scène de musiques actuelles
Le label Scène de musiques actuelles (ou SMAC) est un label officiel français attribué à des institutions culturelles consacrées aux musiques populaires. Il est défini par le décret du 28 mars 2017 relatif aux labels et au conventionnement dans les domaines du spectacle vivant et des arts plastiques.

## Missions
Les structures labellisées "Scène de musiques actuelles" axent leurs projets artistiques et culturels à travers trois missions :
- la création/production/diffusion de concerts ;
- l'accompagnement des pratiques musicales professionnelles et amateurs ;
- l'action culturelle.

## Avantage
La labellisation Scène de musiques actuelles permet à la structure bénéficiaire d'obtenir une aide financière annuelle minimale de l'Etat de 100 000 euros.

## Liste des structures labellisées Scène de musiques actuelles
En 2025, 96 structures labellisées Scène de musiques actuelles sont réparties sur le territoire français.
| #                       | Nom du Lieu                 | Ville                         |
| ----------------------- | --------------------------- | ----------------------------- |
| Auvergne-Rhône-Alpes    |                             |                               |
| 1                       | Le 109                      | Montluçon                     |
| 2                       | La Coopérative de Mai       | Clermont-Ferrand              |
| 3                       | Le Brise Glace              | Annecy                        |
| 4                       | SMAC 07                     | Annonay                       |
| 5                       | Le Fil                      | Saint-Étienne                 |
| 6                       | La Tannerie                 | Bourg-en-Bresse               |
| 7                       | Les Abattoirs               | Bourgoin-Jallieu              |
| 8                       | La Belle Electrique         | Grenoble                      |
| 9                       | La Cordonnerie              | Romans                        |
| 10                      | L’Epicerie Moderne          | Feyzin                        |
| 11                      | Le Marché Gare              | Lyon                          |
| 12                      | Le Périscope                | Lyon                          |
| Bourgogne-Franche-Comté |                             |                               |
| 13                      | La Cave à Musique           | Mâcon                         |
| 14                      | La Vapeur                   | Dijon                         |
| 15                      | Le Silex                    | Auxerre                       |
| 16                      | La Rodia                    | Besançon                      |
| 17                      | Le Moloco                   | Audincourt                    |
| 18                      | Le Moulin de Brainans       | Brainans                      |
| 19                      | Echo System                 | Scey-sur-Saône-et-Saint-Albin |
| Bretagne                |                             |                               |
| 20                      | Bonjour Minuit              | Saint-Brieuc                  |
| 21                      | Run Ar Puns                 | Chateaulin                    |
| 22                      | Plages Magnétiques          | Brest                         |
| 23                      | La Carène                   | Brest                         |
| 24                      | Antipode MJC                | Rennes                        |
| 25                      | ATM                         | Rennes                        |
| 26                      | Hydrophone                  | Lorient                       |
| 27                      | L’Echonova                  | Saint-Avé                     |
| Centre-Val de Loire     |                             |                               |
| 28                      | Le Chato'do                 | Blois                         |
| 29                      | L'Astrolabe                 | Orléans                       |
| 30                      | Le Petit Faucheux           | Tours                         |
| 31                      | Les Bains Douches           | Lignières                     |
| 32                      | Le Temps Machine            | Joué-lès-Tours                |
| Grand Est               |                             |                               |
| 33                      | Le Noumatrouff              | Mulhouse                      |
| 34                      | Jazzdor                     | Strasbourg                    |
| 35                      | Bords 2 Scènes              | Vitry-le-François             |
| 36                      | La Cartonnerie              | Reims                         |
| 37                      | L'Autre Canal               | Nancy                         |
| 38                      | Contre-Courant MJC          | Belleville-sur-Meuse          |
| 39                      | Le Gueulard +               | Nilvange                      |
| 40                      | La Souris Verte             | Epinal                        |
| Hauts-de-France         |                             |                               |
| 41                      | L'Aéronef                   | Lille                         |
| 42                      | Le Grand Mix                | Tourcoing                     |
| 43                      | La Lune des Pirates         | Amiens                        |
| 44                      | La Grange à Musique         | Creil                         |
| 45                      | L'Ouvre-Boîte               | Beauvais                      |
| Île-de-France           |                             |                               |
| 46                      | La Clef                     | Saint-Germain-en-Laye         |
| 47                      | EMB – Espace Michel Berger  | Sannois                       |
| 48                      | File 7                      | Magny-le-Hongre               |
| 49                      | L'Empreinte                 | Savigny-le-Temple             |
| 50                      | Le Triton                   | Les Lilas                     |
| 51                      | L'Usine à Chapeaux          | Rambouillet                   |
| 52                      | Le Plan                     | Ris-Orangis                   |
| 53                      | Paul B                      | Massy                         |
| Normandie               |                             |                               |
| 54                      | La Luciole                  | Alençon                       |
| 55                      | Le Big Band Café            | Hérouville-Saint-Clair        |
| 56                      | Le Normandy                 | Saint-Lô                      |
| 57                      | Le Cargö                    | Caen                          |
| 58                      | Le 106                      | Rouen                         |
| 59                      | Le Tetris                   | Le Havre                      |
| Nouvelle-Aquitaine      |                             |                               |
| 60                      | Le Sans Réserve             | Périgueux                     |
| 61                      | Rock School Barbey          | Bordeaux                      |
| 62                      | Krakatoa                    | Mérignac                      |
| 63                      | Le Rocher de Palmer         | Cenon                         |
| 64                      | L'Inconnue                  | Talence                       |
| 65                      | Le Florida                  | Agen                          |
| 66                      | L’Atabal                    | Biarritz                      |
| 67                      | Ampli                       | Bilière                       |
| 68                      | Des lendemains qui chantent | Tulle                         |
| 69                      | La Sirène                   | La Rochelle                   |
| 70                      | Le Confort Moderne          | Poitiers                      |
| 71                      | Jazz à Poitiers             | Poitiers                      |
| 72                      | La Nef                      | Angoulême                     |
| 73                      | Le Camji                    | Niort                         |
| Occitanie               |                             |                               |
| 74                      | Victoire 2                  | Saint-Jean-de-Védas           |
| 75                      | Paloma                      | Nîmes                         |
| 76                      | Art’Cade                    | Saint-Croix-Volvestre         |
| 77                      | La Gespe                    | Tarbes                        |
| 78                      | Lo Bolegason                | Castres                       |
| 79                      | Le Rio Grande               | Montauban                     |
| 80                      | Les Docks                   | Cahors                        |
| 81                      | Le Club                     | Rodez                         |
| 82                      | Le Cri’Art                  | Auch                          |
| 83                      | Le Metronum                 | Toulouse                      |
| Pays de la Loire        |                             |                               |
| 84                      | Quai M                      | La Roche-sur-Yon              |
| 85                      | Le Chabada                  | Angers                        |
| 86                      | Le Pannonica                | Nantes                        |
| 87                      | Stéreolux                   | Nantes                        |
| 88                      | Le Vip                      | Saint-Nazaire                 |
| 89                      | Le 6PAR4                    | Laval                         |
| 90                      | Superforma                  | Le Mans                       |
| La Réunion              |                             |                               |
| 91                      | Le Kabardock                | Le Port                       |
| Sud                     |                             |                               |
| 92                      | Les Passagers du Zinc       | Châteaurenard                 |
| 93                      | AJMI                        | Avignon                       |
| 94                      | Le Cabaret Aléatoire        | Marseille                     |
| 95                      | Tandem                      | Toulon                        |
| 96                      | La Gare                     | Maubec                        |